# Charles Ludovicus van de Bilt
Charles Ludovicus van de Bilt (Koewacht, 22 februari 1869 – Haarlem, 17 november 1949) was een Nederlands onderwijzer, journalist en politicus voor de Roomsch-Katholieke Staatspartij.
Van de Bilt was de zoon van de boer en kleermaker August Laurentius van de Bilt en diens echtgenote Philomena van Goethem. Na het afronden van de lagere school in Koewacht, volgde hij de onderwijzersopleiding op de Rijksnormaalschool in Axel. Hierop werd hij onderwijzer in Philippine en Koewacht, tot hij in 1895 verhuisde naar Den Helder om docent gezondheidsleer op de Rijksnormaalschool aldaar te worden - wat hij zeker nog tot 1918 zou blijven. In 1896 trouwde hij met Mathilde van Hijfte, die in 1918 overleed. In 1927 zou hij hertrouwen met Maria Therese Louise van der Hurk. Hij had één zoon en twee dochters.
In 1900 werd Van de Bilt voorzitter van de bisdom Haarlem-afdeling van de R.K. Volksbond (tot 1925) en omstreeks 1918 was hij redacteur bij de Volkskrant. In 1918 werd hij voor het eerst gekozen in de Tweede Kamer der Staten-Generaal namens de Algemeene Bond van RK-kiesverenigingen/Roomsch-Katholieke Staatspartij (RKSP). Zijn Kamerlidmaatschap combineerde hij met het redacteurschap van de Volkskrant, toentertijd het dagblad van de katholieke arbeidersbeweging.
In de Tweede Kamer was hij marinewoordvoerder van de Roomsch-Katholieke fractie, en hield hij zich tevens bezig met Zuiderzee-aangelegenheden, volksgezondheid, buitenlandse zaken en posterijen. In zijn kamerkring (Nederland kende destijds nog een districtenstelsel) hield hij spreekuur, waar kiezers met problemen terechtkonden. Zijn band met de marine bleek ook uit zijn stemgedrag. In tegenstelling tot de meerderheid van de fractie stemde hij in 1919 voor een motie van het kamerlid Jan Bomans inzake bezuinigingen op het leger, in 1927 tegen het wetsvoorstel inzake de vereniging van de ministeries van Oorlog en Marine en in 1929 was hij de enige die voor een motie stemde voor het behoud van de marinewerf te Hellevoetsluis. Ook stemde hij in 1925 tegen de ontwerp-Zuiderzeewet. Daarnaast vervulde hij nog enige partijpolitieke functies en was hij actief bij de Roomsch-Katholieke Volksbond. In 1922 werd hij lid van de Vlootcommissie en hij zou ook voorzitter worden van het Apostolaat ter zee in Nederland (? - ?). Hij was voorzitter van Stichting Bisschop Nijverheidsschool en bestuurslid van de Sint Joseph-vereeniging. In 1933 was hij lijstaanvoerder voor de RKSP in de kieskringen Haarlem en Den Helder. In 1937 verliet hij de Kamer.
Van de Bilt is benoemd tot Ridder in de Orde van de Nederlandse Leeuw.
- Biografisch Portaal: 01015328
- Parlement.com: vg09lky5bjyi